# Кротовские Выселки
Кротовские Выселки — опустевшая деревня в Куркинском районе Тульской области в составе сельского поселения Михайловское.

## География
Находится в юго-восточной части Тульской области на расстоянии приблизительно 15 км на запад-северо-запад по прямой от поселка Куркино, административного центра района.

## История
В 1926 году здесь было учтено 25 дворов, в конце 1930-х годов — 9.

## Население
Постоянное население составляло 138 человек (1926 год), 5 (русские 100 %) в 2002 году, 0 в 2010.